# Comazon
Comazon (en llatí Comazon) va ser un dels nou primers comissionats nomenats per Teodosi i Valentinià III l'any 429 per compilar el Codi Teodosià, feina que va acabar una segona comissió de setze designats el 435. L'any 429 era exmagister scrinii (ex mestre dels estris d'escriure).